# Muhammad Ali al Egiptului
Muhammad Ali (în arabă: محمد علي باشا‎, Muḥammad ʿAlī Bāšā, în albaneză: Mehmet Ali, în turcă: Kavalalı Mehmet Ali Pașa; n. 4 martie 1769, Kavala, Macedonia, Rumelia – d. 2 august 1849, Alexandria, Egipt) a fost un comandant albanez al armatei otomane, care a devenit Wāli și s-a auto-declarat khediv al Egiptului și Sudanului. Datorită reformelor sale este considerat fondatorul statului modern Egipt. Dinastia pe care a întemeiat-o a condus Egiptul până la Revoluția egipteană din 1952.

## Viața și activitatea
Printre ofițerii din armata otomană care au ajutat la alungarea lui Napoleon din Egipt a fost și un ofițer născut în Macedonia, Muhammad Ali. Poarta l-a desemnat pașă în Egipt în anul 1805, subordonându-se doar formal puterii otomane. A rămas în istorie ca primul suveran din lumea arabă care a încercat o naționalizare, acesta confiscând terenurile aflate în proprietatea personală a supușilor săi. Totodată, a creat un monopol asupra principalelor produse ale țării, devenind singurul producător și contractor. A îmbunătățit sistemul de irigații, de care agricultura era dependentă.
Deși analfabet, acesta a sprijinit sistemul de învățământ, înființând chiar un minister al educației, punând bazele primei școli de inginerie din Egipt (1816) și a primei școli de medicină (1827).
A promovat o politică agricolă bazată pe noțiuni științifice, introducând culturile de bumbac, aduse din India și Sudan. A fost adeptul schimbului intercultural cu lumea din vest, invitând în Egipt profesori și medici, îndeosebi din Franța. A trimis la instrucție și schimb de experiență în Europa (Italia, Franța, Anglia, Austria) misiuni militare și educaționale egiptene. Domeniile preferate de studiu erau cel militar, naval, farmacia, medicina, ingineria, artele și meșteșugurile. De altfel, armata egipteană a fost reorganizată și modernizată de către un colonel francez. Similar, marina egipteană. Printre delegații trimiși la Paris se numără și Rifa'a at-Tahtawi, scriitor, traducător și egiptolog, a reprezentat una dintre figurile proeminente ale renașterii arabe în Egipt. Prezentarea sistemului de guvernare francez în cărțile sale a făcut impresie în dezbaterile și scrierile vremii asupra sistemului egiptean.
Și-a subordonat întreaga structură administrativă, în scopul controlării întregii economii.I-a anihilat pe mameluci, dinastia anterioară conducătoare în Egipt. Într-un final, în ciuda ideilor inovatoare, acest sistem promovat a eșuat întrucât Egiptul nu dispunea de specialiști în diverse domenii economice, mână de lucru antrenată și resurse naturale însemnate.
Principalele acțiuni militare au fost cea din 1811-1818, împotriva Arabiei wahhabite, apoi cea din 1820, în estul Sudanului, ambele victorioase. A urmat o a treia campanie, împotriva grecilor care luptau pentru independență, în care armata egipteană a colaborat cu puterea otomană (vezi și Masacrul din Kasos). Campania s-a soldat cu înfrângerea navală în Bătălia de la Navarino (octombrie 1827), în fața forțelor navale anglo-franco-ruse. Urmează neînțelegeri cu puterea otomană, care nu își ținuse promisiunea ca, în schimbul ajutorului egiptean, să ofere Siria. Siria este astfel cucerită de fiul lui Muhammad Ali, Ibrahim, instaurându-se o ocupație timp de 10 ani. Supus presiunilor din partea puterilor occidentale, neinteresate de apariția unui stat nou și puternic în Egipt, în dauna Imperiului Otoman, trupele egiptene sunt nevoite să părăsească Siria în final.
Printr-un firman din anul 1841, se stabilește în pașalâcul Egiptului succesiunea ereditară în familia lui Muhammad Ali (prin fii săi Ibrahim, Tusun și Said), un altul acordându-i conducerea Sudanului.

## Locul său în istoria Egiptului
Practic Muhammad Ali a fost întemeietorul unei dinastii care încă mai domnea în anul 1952, fiind supranumit părintele Egiptului modern. A dovedit un spirit de inițiativă, o energie și o intuiție ieșite din comun, fiind remarcabil atât pe timp de pace, cât și pe timp de război.